# Классика Брюсселя
Классика Брюсселя(фр. Brussels Cycling Classic, до 2012 года Париж — Брюссель (фр. Paris-Bruxelles) — ежегодная шоссейная однодневная классическая велогонка, проходящая по дорогам Бельгии. Вторая из старейших проводимых по сей день профессиональных велогонок, старейшая из международных.

## История
Париж — Брюссель впервые прошёл 12 августа 1893 года как любительское соревнование на дистанции 397 км. Победителем стал бельгиец Андре Анри. Затем последовал перерыв длившийся более 10 лет. В 1906 году произошло возобновление гонки, когда она была проведена как двухдневное мероприятие 3 и 4 июня. Первый этап прошёл от пригорода Парижа Вилье-сюр-Марна до Реймса протяжённостью более 152 км выиграл француз Морис Бардонно. На следующий день Альбер Дюпон, преодолев более сложный второй этап из Реймса в Брюссель в 239 км, одержал общую победу на гонке.
Со следующего года гонка снова стала однодневной и быстро зарекомендовала себя как одна из весенней классик с датой проведения ближе к концу апреля, между Париж — Рубе и Гент — Вевельгем. С 1948 по 1958 год входила в календарь Вызова Дегранж-Коломбо.
В 1960-х годах, когда из-за транспортных проблемам между двумя столицами, а продвигаемая голландцами гонка Амстел Голд Рейс заняла своё место в календаре классик, гонка Париж — Брюссель утратила свой престиж и не проводилась с 1967 по 1972 год.
Когда гонка снова возобновилась в 1973 году, её проведение было сдвинуто к концу сентября на середину недели ближе, как раз перед Париж — Туром. Победу в том году одержал бельгиец Эдди Меркс. В 1996 году гонка была перенесена с середины недели обратно на субботу.
После того как с 1995 года Вуэльта Испании стала проводиться в сентябре, качественный состав велогонщиков ухудшился, так как многие спринтеры стали предпочитать испанский гранд-тур.
Долго время обладателями рекорда побед являлись француз Октав Лапиз и бельгиец и Феликс Селлье. Оба выиграли по три раза — Лапиз в 1911, 1912 и 1913 годах, а Селльев 1922, 1923 и 1924 годах. Лапиз мог бы быть четырехкратным победителем. Он первым пересёк финиш в 1910 году, но был дисквалифицирован после того, как его и ещё двух гонщиков не наблюдали на средней части маршрута. Победителем был объявлен француз Морис Брокко, финишировавший четвёртым. В 2007 году Робби Макьюэн побил их рекорд, а в 2008 улучшил его до пяти побед, четыре из которых подряд.
В 2005 году гонка должна была сменить название на Гран-при Эдди Меркса, когда организаторы достигли соглашения об объединении двух соревнований. Тем не менее сделка не состоялась в последнюю минуту, Париж — Брюссель сохранил свое имя, а Гран-при Эдди Меркса, проводившееся на тот момент в виде парной гонки, исчезло из гоночного календаря. Гонка вошла в календарь UCI Europe Tour получив категорию 1.HC.
С 2013 году гонка стала называться Brussels Cycling Classic и полностью проходит в Бельгии.

## Маршрут

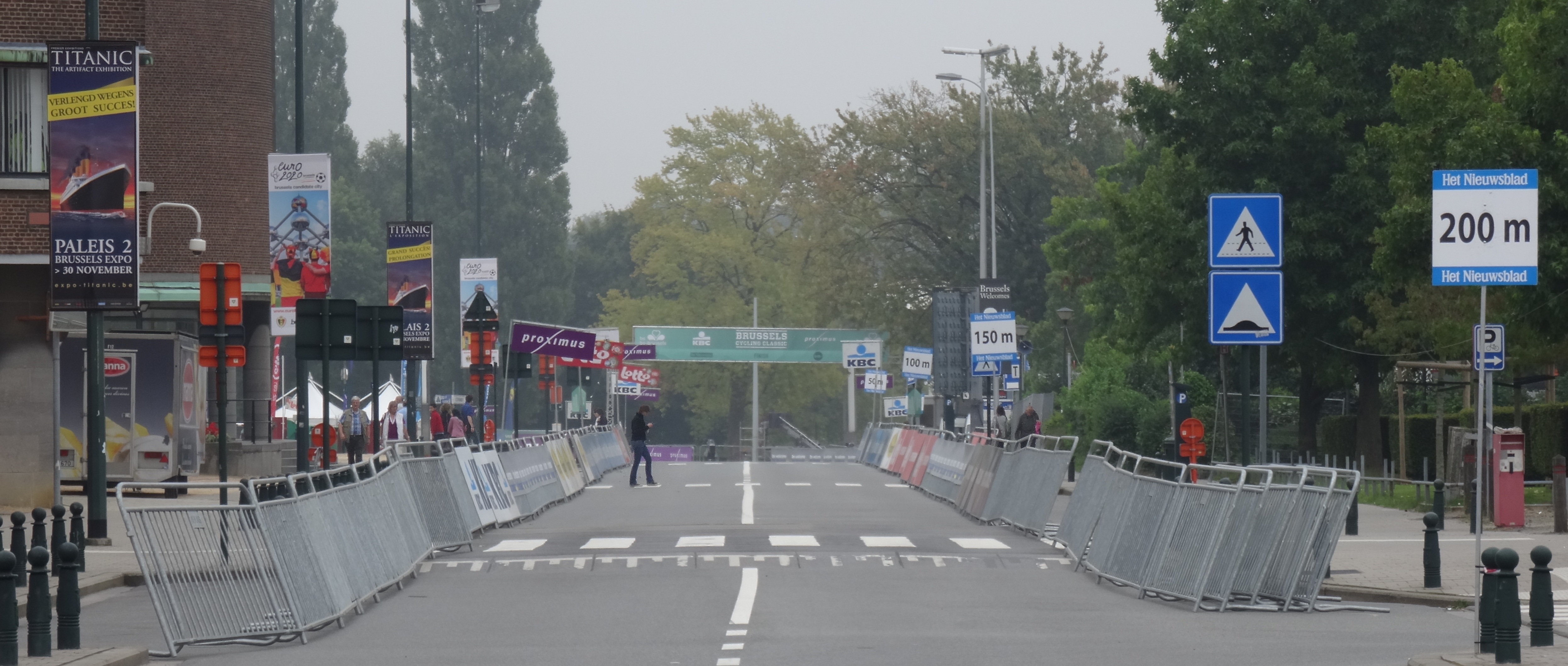
Финишная прямая, последние 200 метров

До 1926 года протяжённость гонки была всегда более 400 км, при этом самые длинные версии составляли 440 км в 1913 и 1914 годах. Когда гонка возобновилась после перерыва вызванного Первой мировой войной в 1919 году, дистанция гонки составила 417 км, но с годами она сократилась до 218 кв в 2010 году. Хотя в 1987 году, когда победил Вим Аррас, было 309 км.
Первоначально гонка проходил между Парижем и Брюсселем (отсюда и историческое название), из-за этого её также называли Гонкой двух столиц. Вскоре старт стал располагаться в разных местах — в 1980-х годах в Санлисе, до 1996 года гонка начиналась в Нуайоне, потом в 85 км к северо-востоку от Париж в Суасоне (Пикардия). Большая часть маршрута была равнинной с довольно часто встречным ветром. Последние 25 км гонки характеризовались серией мощёных подъемов, таких как Alsemberg, Mont Saint Roch и Keperenberg, на которых часто совершался победный отрыв. Финиш в течение многих лет находился в Брюссельском районе Андерлехта рядом со стадионом Констант Ванден Сток на Place de Linde. В 2005 году финишная черта переместилась к Атомиуму, что к северу от центра Брюсселя.
Самой быстрой гонкой была в 1975 году, когда попутный ветер помог Фредди Мартенсу финишировать со средней скоростью 46,11 км / ч.

## Переименование в Брюссель Классик
В июне 2013 года было объявлено, что гонка переименована в Классику Брюсселя (фр. Brussels Cycling Classic и будет проходить исключительно в пределах Бельгии. Теперь старт располагается в брюссельском Парке пятидесятилетия. Дальше маршрут гонки проходит через Валлонский Брабант (92 км), Фламандский Брабант и Брюссельский столичный регион (23 км). Общая протяжённость дистанции составляет 201 км и включает одиннадцать подъёмов, в том числе Vossemberg (дважды), Smeysberg (дважды) и Langestraa (трижды). Финиш по прежнему в Брюсселе у Атомиума.

## Призёры

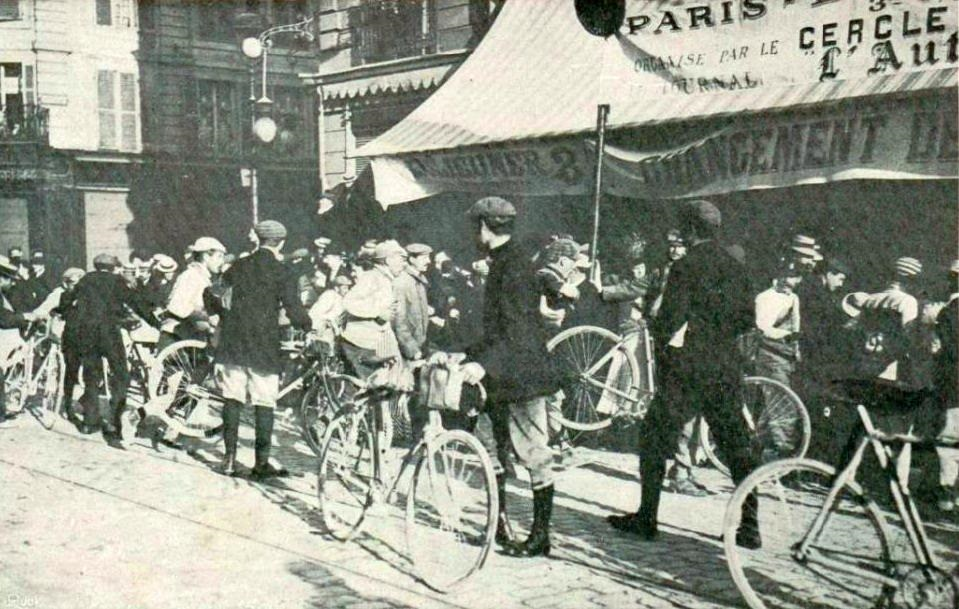
Контроль участников в Реймсе в 1908 году. В правом углу велосипед будущего победителя Люсьен Пети-Бретона.

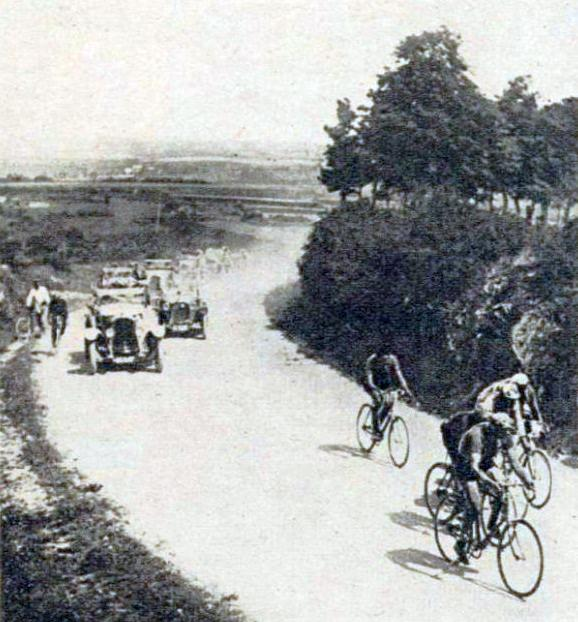
Альфонс Ван Хейк в Астьер-Лаво, 1922 год.

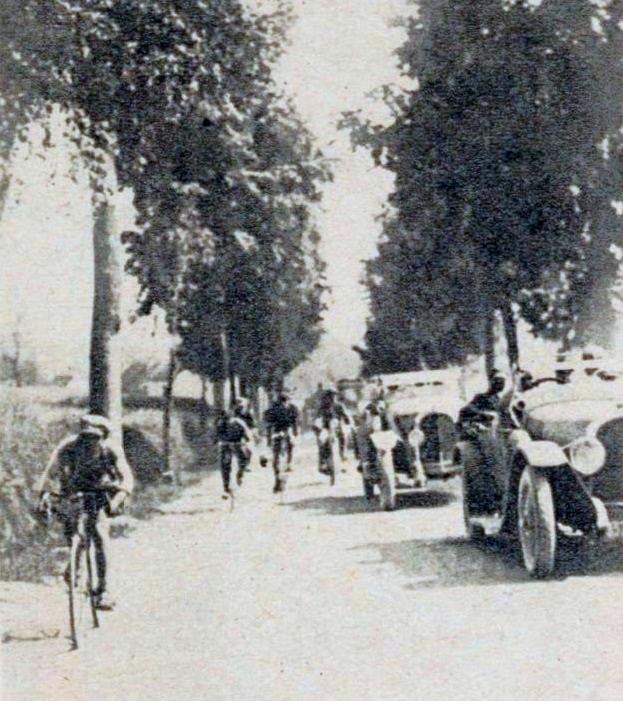
Феликс Селлье, будущий победитель 1922 года, в Оверейсе

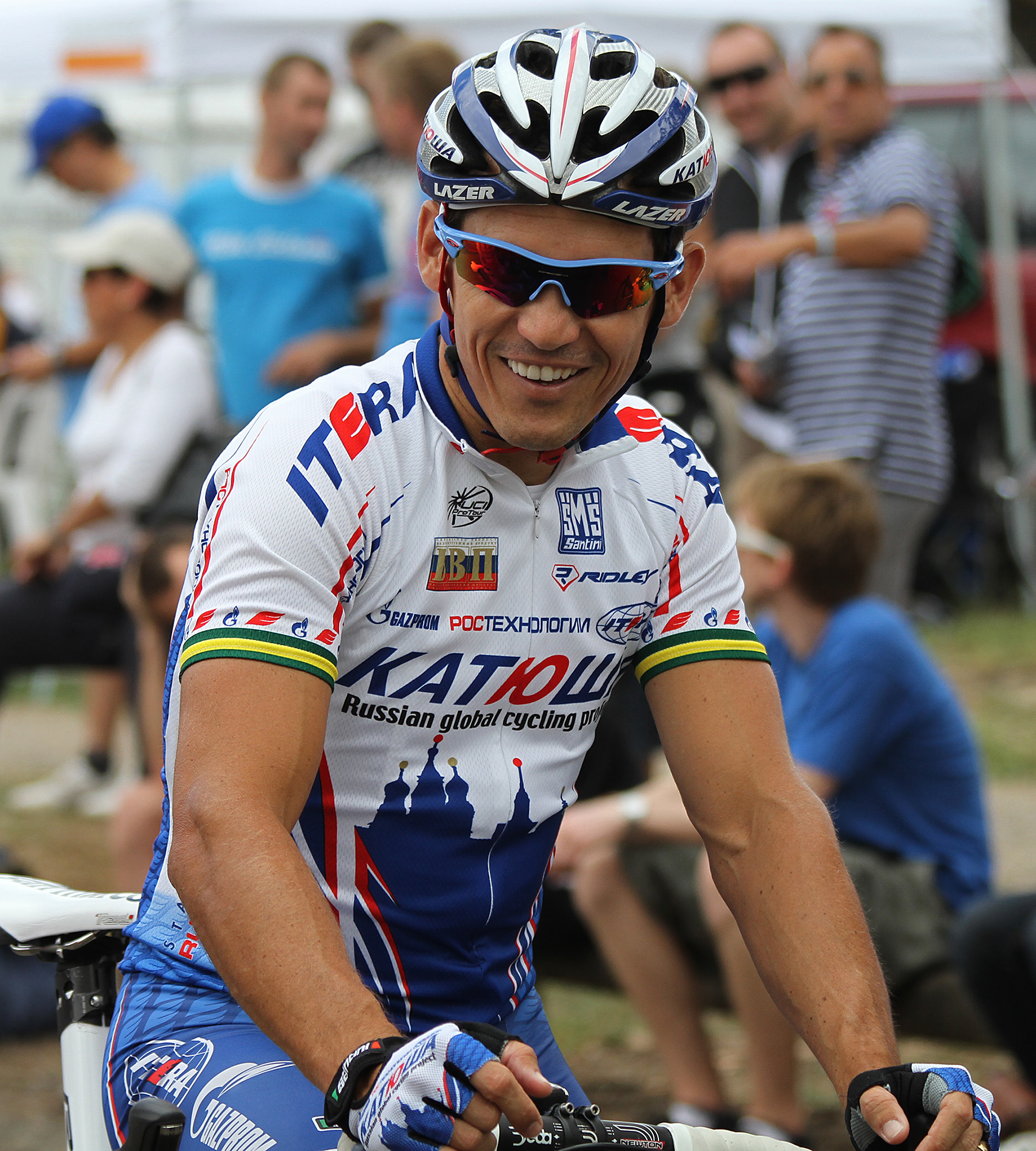
Робби Макьюэн пятикратный победитель Париж — Брюссель

| Год                                                 | Победитель           | Второй                  | Третий                  |
| --------------------------------------------------- | -------------------- | ----------------------- | ----------------------- |
| París-Bruselas                                      |                      |                         |                         |
| 1893                                                | Андре Анри           | Шарль Дельбек           | Фернан Оджено           |
| 1894-1905 не проводилась                            |                      |                         |                         |
| 1906                                                | Альбер Дюпон         | Jean Patou              | Гийом Кукельберг        |
| 1907                                                | Гюстав Гарригу       | Шарль Крюпеланд         | Роберт Ванкаур          |
| 1908                                                | Люсьен Пети-Бретон   | Сирил Ван Ховарт        | Луи Трусселье           |
| 1909                                                | Франсуа Фабер        | Гюстав Гарригу          | Эжен Кристоф            |
| 1910                                                | Морис Брокко         | Октав Лапиз             | Сирил Ван Ховарт        |
| 1911                                                | Октав Лапиз          | Франсуа Фабер           | Шарль Крюпеланд         |
| 1912                                                | Октав Лапиз          | Луи Люге                | Оскар Эгг               |
| 1913                                                | Октав Лапиз          | Сирил Ван Ховарт        | Шарль Крюпеланд         |
| 1914                                                | Луи Моттиа           | Луи Эсгем               | Йозеф Ван Дале          |
| 1915-1918 не проводилась из-за Первой мировой войны |                      |                         |                         |
| 1919                                                | Алексис Михилс       | Эмиль Массон ст.        | Франсис Пелиссье        |
| 1920                                                | Анри Пелиссье        | Луи Моттиа              | Рене Вермандель         |
| 1921                                                | Робер Ребуль         | Arthur Claerhout        | Альфонс Ван Хейк        |
| 1922                                                | Феликс Селлье        | Laurent Seret           | Рене Вермандель         |
| 1923                                                | Феликс Селлье        | Морис Де Вале           | Альфонс Ван Хейк        |
| 1924                                                | Феликс Селлье        | Жерар Дебатс            | Марсель Коллеу          |
| 1925                                                | Жерар Дебатс         | Аделин Бенуа            | Николя Франц            |
| 1926                                                | Денис Версхурен      | Joseph Van Dam          | Феликс Селлье           |
| 1927                                                | Николя Франц         | Марсель Юо              | Морис Де Вале           |
| 1928                                                | Жорж Ронссе          | Николя Франц            | Хуберт Опперман         |
| 1929                                                | Пе Верхаген          | Морис Де Вале           | Николя Франц            |
| 1930                                                | Эрнест Моттард       | Жозеф Демюйзер          | Leander Ghyssels        |
| 1931                                                | Жан Артс             | Франс Бондюэль          | Ромен Гейсселс          |
| 1932                                                | Жюльен Верваке       | Жерар Лонке             | Жорж Ронссе             |
| 1933                                                | Альбер Бартелеми     | Альфонс Гескьер         | Gerhard Esser           |
| 1934                                                | Франс Бондюэль       | Эдгар Де Калюве         | Ромен Мас               |
| 1935                                                | Эдгар Де Калюве      | Луи Хардиквест          | Франс Бондюэль          |
| 1936                                                | Элой Мёленберг       | Франс Бондюэль          | Луи Хардиквест          |
| 1937                                                | Альберт Бекар        | Франс Бондюэль          | Жюль Лови               |
| 1938                                                | Марсель Кинт         | Ромен Мас               | Леон Луйе               |
| 1939                                                | Франс Бондюэль       | Альберт Хендрикс        | Люсьен Сторм            |
| 1940-1945 не проводилась из-за Второй мировой войны |                      |                         |                         |
| 1946                                                | Алберик Схотте       | Сильвен Грисолль        | Андре Деклерк           |
| 1947                                                | Эрнест Стеркс        | Морис Десимпелар        | Alphonse De Vreese      |
| 1948                                                | Лоде Пульс           | Альберт Серкю           | Жан Богартс             |
| 1949                                                | Морис Дио            | Эмманюль Тома           | Хесус Моухика           |
| 1950                                                | Рик Ван Стенберген   | Ги Лапеби               | Карел Де Баре           |
| 1951                                                | Жан Геге             | Бернард Готье           | Жан Бальдассари         |
| 1952                                                | Алберик Схотте       | Марсель Дюссо           | Роже Де Корт            |
| 1953                                                | Лоретто Петруччи     | Алберик Схотте          | Лоде Антонис            |
| 1954                                                | Марсель Хендрикс     | Жермен Дерийке          | Фердинанд Кюблер        |
| 1955                                                | Марсель Хендрикс     | Жильбер Скоделлер       | Жермен Дерийке          |
| 1956                                                | Рик Ван Лой          | Бернард Готье           | Рик Ван Стенберген      |
| 1957                                                | Леон Вандале         | Раймонд Импанис         | Ян Адриансенс           |
| 1958                                                | Рик Ван Лой          | Пино Черами             | Арман Десмет            |
| 1959                                                | Франс Схауббен       | Вилли Ваннитсен         | Мигель Поблет           |
| 1960                                                | Пьер Эверарт         | Андре Дарригад          | Жан Грачик              |
| 1961                                                | Пино Черами          | Жильбер Десме           | Франс Схауббен          |
| 1962                                                | Йос Ваутерс          | Ноэль Форе              | Мартин Ван Генёгден     |
| 1963                                                | Жан Стаблински       | Том Симпсон             | Питер Пост              |
| 1964                                                | Жорж Ван Конингсло   | Рик Ван Лой             | Бенони Бехейт           |
| 1965                                                | Эдвард Селс          | Roger Verheyden         | Вилли Боклант           |
| 1966                                                | Феличе Джимонди      | Вилли Планкарт          | Рик Ван Лой             |
| 1967-1972 не проводилась                            |                      |                         |                         |
| 1973                                                | Эдди Меркс           | Франс Вербек            | Рик ван Линден          |
| 1974                                                | Марк Демейер         | Роже Де Вламинк         | Роже Росьер             |
| 1975                                                | Фредди Мартенс       | Эдди Меркс              | Андре Дирикс            |
| 1976                                                | Феличе Джимонди      | Хенни Кёйпер            | Антон Хаубрехтс         |
| 1977                                                | Людо Петерс          | Марк Демейер            | Бернар Ино              |
| 1978                                                | Ян Рас               | Джерри Кнетеманн        | Жан-Люк Ванденбрук      |
| 1979                                                | Людо Петерс          | Андре Дирикс            | Martin Havik            |
| 1980                                                | Пьерино Гавацци      | Марк Демейер            | Жан-Филипп Ванденбранде |
| 1981                                                | Роже Де Вламинк      | Ян Рас                  | Ян Богарт               |
| 1982                                                | Жак Ханеграф         | Паскаль Жюль            | Йохан ван дер Вельде    |
| 1983                                                | Томми Прим           | Daniel Rossel           | Rolf Hofeditz           |
| 1984                                                | Эрик Вандерарден     | Шарли Мотте             | Эрик Ван Ланкер         |
| 1985                                                | Адри ван дер Пул     | Жан-Филипп Ванденбранде | Пьерино Гавацци         |
| 1986                                                | Гвидо Бонтемпи       | Шон Келли               | Йохан Капио             |
| 1987                                                | Вим Аррас            | Йозеф Ликкенс           | Эрик Вандерарден        |
| 1988                                                | Рольф Гёльц          | Лоран Финьон            | Марникс Ламейре         |
| 1989                                                | Йелле Нейдам         | Карло Боманс            | Марсель Вюст            |
| 1990                                                | Франко Баллерини     | Мишель Дернис           | Danny Neskens           |
| 1991                                                | Бриан Хольм          | Олаф Людвиг             | Йохан Мюзеув            |
| 1992                                                | Рольф Сёренсен       | Франс Маассен           | Фил Андерсон            |
| 1993                                                | Фрэнсис Моро         | Йелле Нейдам            | Йохан Мюзеув            |
| 1994                                                | Рольф Сёренсен       | Франко Баллерини        | Шон Йейтс               |
| 1995                                                | Франк Ванденбрук     | Франк Корверс           | Рольф Сёренсен          |
| 1996                                                | Андреа Тафи          | Йохан Мюзеув            | Микеле Бартоли          |
| 1997                                                | Алессандро Бертолини | Андрей Чмиль            | Андреа Тафи             |
| 1998                                                | Стефано Занини       | Мирко Челестино         | Микеле Бартоли          |
| 1999                                                | Роман Вайнштейн      | Беат Цберг              | Фабио Бальдато          |
| 2000                                                | Макс ван Хесвейк     | Франк Хёй               | Людовик Капелле         |
| 2001                                                | Эммануэль Маньен     | Нико Экхаут             | Роман Вайнштейн         |
| 2002                                                | Робби Макьюэн        | Олаф Поллак             | Янс Куртс               |
| 2003                                                | Ким Кирхен           | Ласло Бодроги           | Maryan Hary             |
| 2004                                                | Ник Нюйенс           | Филипп Жильбер          | Аллан Йохансен          |
| 2005                                                | Робби Макьюэн        | Стефан Ван Дейк         | Жан-Патрик Насон        |
| 2006                                                | Робби Макьюэн        | Том Бонен               | Стевен де Йонг          |
| 2007                                                | Робби Макьюэн        | Джереми Хант            | Онорио Мачадо           |
| 2008                                                | Робби Макьюэн        | Герт Стегманс           | Лука Паолини            |
| 2009                                                | Мэттью Госс          | Аллан Дэвис             | Кристоф Годдарт         |
| 2010                                                | Франсиско Вентосо    | Ромен Фейю              | Стефан Ван Дейк         |
| 2011                                                | Денис Галимзянов     | Евгений Гутарович       | Антони Равар            |
| 2012                                                | Том Бонен            | Марк Реншоу             | Оскар Фрейре            |
| Brussels Cycling Classic                            |                      |                         |                         |
| 2013                                                | Андре Грайпель       | Джон Дегенкольб         | Насер Буханни           |
| 2014                                                | Андре Грайпель       | Элиа Вивиани            | Арно Демар              |
| 2015                                                | Дилан Груневеген     | Рой Янс                 | Том Бонен               |
| 2016                                                | Том Бонен            | Арно Демар              | Насер Буханни           |
| 2017                                                | Арно Демар           | Марко Кумп              | Андре Грайпель          |
| 2018                                                | Паскаль Аккерман     | Яспер Стёйвен           | Тома Буда               |
| 2019                                                | Калеб Юэн            | Паскаль Аккерман        | Йеспер Филипсен         |
| 2020                                                | Тим Мерлир           | Давиде Баллерини        | Насер Буханни           |
| 2021                                                | Ремко Эвенепул       | Айме Де Гендт           | Тош Ван дер Санде       |
| 2022                                                | Тако Ван дер Хорн    | Тимо Виллемс            | Тобиас Байер            |
| 2023                                                | Арно Демар           | Тобиас Лунд Андресен    | Йорди Мёйс              |
| 2024                                                | Джонас Абрахамсен    | Биньям Гирмай           | Кэйден Гровс            |
| 2025                                                | Тим Мерлир           | Алексис Ренар           | Арно Де Ли              |